# Парність (фізика)
| Симетрія у фізиці            | Симетрія у фізиці                 | Симетрія у фізиці            |
| Перетворення                 | Відповідна інваріантність         | Відповідний закон збереження |
| ---------------------------- | --------------------------------- | ---------------------------- |
| ⭥Трансляції часу             | Однорідність часу                 | …енергії                     |
| ⊠ C, P, CP і T-симетрії      | Ізотропність часу                 | …парності                    |
| ⭤ Трансляції простору        | Однорідність простору             | …імпульсу                    |
| ↺ Обертання простору         | Ізотропність простору             | …моменту імпульсу            |
| ⇆ Група Лоренца (бусти)      | Відносність Лоренц-коваріантність | …руху центра мас             |
| ~ Калібрувальне перетворення | Калібрувальна інваріантність      | …заряду                      |

Парність — фізичне поняття, яке визначає характер перетворення фізичних величин при зміні напрямку координатних осей.
Оператор парності записується у вигляді
{\displaystyle P:{\begin{pmatrix}x\\y\\z\end{pmatrix}}\mapsto {\begin{pmatrix}-x\\-y\\-z\end{pmatrix}}}
Властивість фізичної системи не змінювати своїх характеристик при зміні напрямку координатних осей називається P-інваріантністю.

## Класична фізика
Векторні величини, визначені в класичній фізиці можуть міняти знак або залишатися незмінними при зміні (інверсії) координатних осей. Наприклад, радіус-вектор {\displaystyle \mathbf {r} } і імпульс {\displaystyle \mathbf {p} } змінюють знак при інверсії системи координат, а момент імпульсу
{\displaystyle \mathbf {L} =\mathbf {r} \times \mathbf {p} }, вочевидь не змінює знаку, оскільки добуток двох мінусів дає плюс.
Векторні величини, які не змінюють знаку при зміні напрямку системи координат називаються псевдовекторами. Крім моменту імпульсу до псевдовекторів належать момент сили, напруженість магнітного поля та інші.

## Квантова фізика
Оператор парності комутує з гамільтоніаном квантовомеханічних систем, в яких враховується тільки електромагнітна взаємодія. Тому парність є одним із квантових чисел таких систем. Їхні хвильові функції або парні або непарні:
{\displaystyle {\hat {P}}\psi =\pm \psi }.
Парність зберігається також при сильній взаємодії.
Однак, у рамках стандартної моделі, виходячи з експериментальних свідчень, парність не зберігається при слабкій взаємодії. Незбереження парності в слабкій взаємодії відкрили Янг Чженьнін та Лі Цзундао за що отримали Нобелівську премію з фізики за 1957 рік. Незбереження парності продемонструвало, що Всесвіт несиметричний відносно хіральності.